# Okrajno sodišče v Trbovljah
Okrajno sodišče v Trbovljah je okrajno sodišče Republike Slovenije s sedežem v Trbovljah, ki spada pod Okrožno sodišče v Ljubljani Višjega sodišča v Ljubljani. Trenutni predsednik (2022) je Vid Pavlica.